# Alexander Wiktorowitsch Taranow
Alexander Wiktorowitsch Taranow (russisch Александр Викторович Таранов; * 29. April 1964) ist ein ehemaliger russischer Skispringer.
Taranow gab am 1. Januar 1983 im Rahmen des Neujahrsspringens der Vierschanzentournee 1982/83 in Garmisch-Partenkirchen sein Debüt im Skisprung-Weltcup und beendete das Springen auf dem 58. Platz. In den vier Folgejahren sprang er weiterhin ausschließlich bei der Vierschanzentournee und bei keinem weiteren Skisprung-Weltcup. Bei der Nordischen Skiweltmeisterschaft 1985 in Seefeld in Tirol sprang Taranow von der Normalschanze auf den 26. und von der Großschanze auf den 48. Platz. Am 14. Januar 1987 sprang er seinen einzigen Weltcup außerhalb der Vierschanzentournee in Oberwiesenthal und gewann dabei mit Platz 15 seinen ersten und einzigen Weltcup-Punkt. Es war zudem sein letztes Weltcup-Springen. Er beendete die Saison auf dem 85. Platz in der Weltcup-Gesamtwertung. Bei der Nordischen Skiweltmeisterschaft 1987 sprang Taranow in Oberstdorf auf den 43. Platz von der Normal- und auf den 33. Platz von der Großschanze. Zwei Jahre später trat er bei der Nordischen Skiweltmeisterschaft 1989 im schwedischen Falun erneut an, beendete aber nach einem 57. Platz von der Normalschanze und einem 59. Platz von der Großschanze im Anschluss daran seine aktive Skisprungkarriere.